# 陈光琳
陈光琳（1934年10月—2015年9月21日），安徽巢湖人，中华人民共和国政治人物。

## 生平
1955年加入中国共产党。后担任蚌埠钢铁厂革委会主任、蚌埠机械局局长。1975年6月，任中共安徽省蚌埠市委常委、革委会副主任、副书记。1980年2月，任中共安徽省芜湖市市委常委、市委副书记、书记。1988年8月，任中共合肥市市委书记，1992年2月，任中共安徽省委常委、合肥市市委书记。1992年4月，任中共安徽省委常委、省纪委书记。2005年5月，退休。2015年9月21日，去世。